# Dinastia dei Severi
La dinastia dei Severi che regnò sull'Impero romano, tra la fine del II e i primi decenni del III secolo, dal 193 al 235, con una breve interruzione durante il regno di Macrino tra il 217 e il 218, ebbe in Settimio Severo il suo capostipite ed in Alessandro Severo il suo ultimo discendente.
La nuova dinastia, nata sulle ceneri di un lungo periodo di guerre civili, oltre a Settimio Severo e ai suoi figli, comprendeva anche i parenti della moglie di Settimio Severo, Giulia Domna. Questi ultimi presero anch'essi il nome di Severo, dal loro capostipite, al momento dell'ascesa al trono.
Nei nomina degli imperatori era, inoltre, presente un chiaro riferimento alla dinastia degli Antonini. Il motivo era quello di creare una forma di continuità ideale con la precedente dinastia, quasi non ci fosse stata alcuna interruzione, neppure con il predecessore Pertinace (mentre Didio Giuliano venne dichiarato usurpatore). Nella titolatura imperiale di Settimio Severo, infatti, compariva questa dicitura:
IMPERATORI CAESARI DIVI MARCI ANTONINI PII GERMANICI SARMATICI FILIO DIVI COMMODI FRATRI DIVI ANTONINI PII NEPOTI DIVI HADRIANI PRONEPOTI DIVI TRAIANI PARTHICI ABNEPOTI DIVI NERVAE ADNEPOTI LUCIO SEPTIMIO SEVERO PIO PERTINACI AUGUSTO ("l'imperatore Cesare, figlio del divo Marco Antonino Pio Germanico Sarmatico, fratello del divo Commodo, nipote del divo Antonino Pio, discendente del divo Traiano Partico, discendente del divo Nerva, Lucio Settimio Severo Pio Pertinace Augusto").
Severo dichiarava così non solo di essere figlio adottivo di Marco Aurelio, e pertanto fratello di Commodo, ma anche erede tutta la sua discendenza fino a Nerva stesso (Adriano, Traiano, Antonino Pio), oltre a vantare legame diretto con il suo predecessore Pertinace. La dinastia severiana era di origine berbera da parte di Settimio Severo e siriaca da parte di sua moglie e sua cognata, e affermava di discendere, tramite la famiglia sacerdotale di Emesa a cui appartenevano le donne della famiglia e i loro figli e nipoti, direttamente dalla regina d'Egitto Cleopatra e da Marco Antonio, tramite la figlia Cleopatra Selene di Numidia e Mauretania, madre a sua volta di Tolomeo di Mauretania (cugino dei giulio-claudii a partire da Caligola e Agrippina minore). Gli stessi Tolomei vantavano una parentela propagandistica con Alessandro Magno, di cui il fondatore si considerava fratellastro, e Caracalla era estremamente attratto dal mito del conquistatore macedone.
La dinastia dei Severi conquistò diversi territori durante il suo regno. Qui di seguito sono elencati alcuni dei territori che furono acquisiti o riconquistati dai Severi durante il loro governo:
1.   Parte dell'Impero partico, che si estendeva dall'Iran all'Iraq.
2.   La provincia romana della Mesopotamia, situata tra l'Eufrate e il Tigri.
3.   L'Egitto, che era stato annesso all'Impero romano dal 30 a.C., ma che aveva subito l'influenza dei Parti durante il III secolo.
4.   L'Africa settentrionale, che comprendeva l'attuale Tunisia, Algeria e Marocco.
5.   L'Arabia Petraea, che comprendeva gran parte dell'attuale Giordania e Arabia Saudita.
La dinastia dei Severi è stata importante anche per il suo ruolo nella stabilizzazione e consolidamento dell'Impero romano, poiché hanno posto fine a un periodo di crisi e instabilità.

## Albero genealogico dei Severi
L'albero genealogico della dinastia dei Severi si articola intorno alla famiglia della moglie di Settimio Severo, Giulia Domna. Si trattava di una famiglia sacerdotale di Emesa, in Siria, adepta al culto del dio Eliogabalo o Elagabalo.

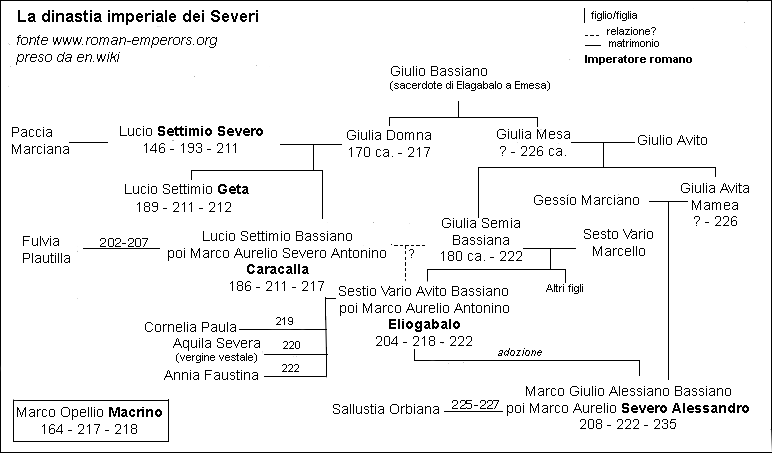
Albero genealogico dei Severi

## Gli imperatori: dalPrincipatoalDominato
L'imperatore, a differenza di quanto era accaduto durante il Principato, utilizzò l'appellativo di dominus, che rimandava alla parola Deus, dio, divinità.
Tale forma di governo si presentava in forma dispotica, nella quale l'imperatore, non più contrastato dai residui delle antiche istituzioni della Repubblica romana, poteva disporre quale padrone assoluto dell'Impero, cioè nella qualità di dominus, da cui la definizione di dominatus. La monetazione dell'epoca ritraeva molti sovrani che portavano attorno al capo una corona di raggi del dio solare, a testimonianza di questa nuova forma di governo.

### Settimio Severo (193-211)

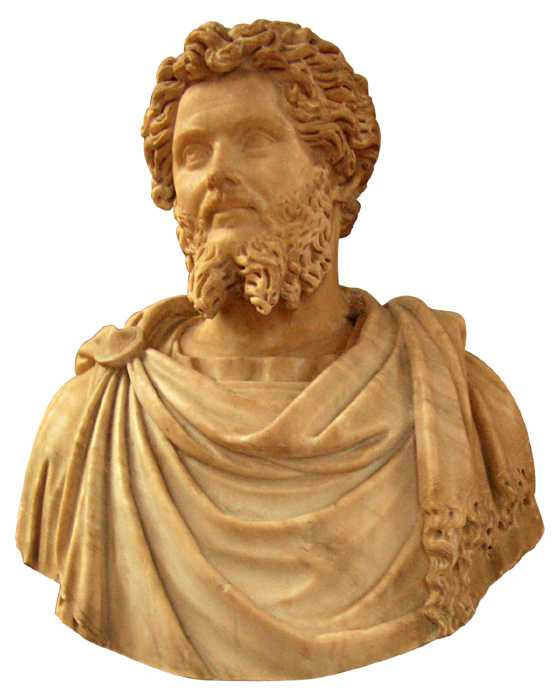
Busto di Settimio Severo.

Lucio Settimio Severo, il capostipite della dinastia, apparteneva ad un'importante famiglia equestre di Leptis Magna, nell'Africa Proconsolare (più precisamente nell'odierna Libia), legatasi ad un'importante famiglia sira grazie al suo matrimonio con Giulia Domna. Con questo imperatore può dirsi effettivamente iniziare il cosiddetto periodo del Dominato, di stampo militare.
Le origini provinciali influenzarono molto il suo modo di impostare il nuovo Stato romano a partire dalla riorganizzazione dell'esercito (con la creazione di tre nuove legioni quali la legio I, II e III Parthica; l'aumento della paga del legionario; la riforma del cursus honorum nelle alte gerarchie militari a vantaggio degli Equites), alla guardia pretoriana ora formata con componenti provinciali (in particolare dall'Illirico), fino a concedere sempre ai provinciali il permesso di sposarsi durante il servizio militare, abitando con la propria famiglia fuori dal castrum legionario. Non è infatti un caso che l'appoggio militare che l'imperatore ottenne dagli eserciti provinciali, ne abbiano accresciuto notevolmente il potere ed abbiano determinato il conseguente scioglimento delle pericolose coorti pretorie, sostituite con elementi non italici (soprattutto illirici).
Fu, infine, un abile condottiero, portando alla vittoria le sue truppe contro le armate dei Parti tra il 195 ed il 198, e conducendo una fortunata serie di campagne militari nel nord della Britannia (odierna Scozia) contro le truppe barbare dei Caledoni (208-211) poco prima di morire. Alla sua morte, colpito da malattia al fronte, fu immediatamente divinizzato dal Senato a Roma, che ne decretò l'apoteosi.
| Titolatura imperiale  | Numero di volte | Datazione evento |
| --------------------- | --------------- | --- |
| Tribunicia potestas   | 18 volte:       | la prima il 9 giugno del 193, poi rinnovata ogni anno al 10 dicembre. |
| Consolato             | 4 volte:        | nel 190, 193, 194 e 202. |
| Titoli vittoriosi     |                 | Adiabenicus nel 195, Arabicus nel 195, Britannicus Maximus nel 209 o 210, Parthicus Maximus nel 198,                                                                                       |
| Salutatio imperatoria | 12 volte:       | la prima al momento della assunzione del potere imperiale, il 9 aprile del 193, (II) nel tardo 193, (III e IV) nel 194, (V, VI, VII e VIII) nel 195, (IX, X e XI) nel 197 e (XII) nel 207. |
| Altri titoli          |                 | Pontifex Maximus nel giugno del 193; Pater Patriae nel tardo 193. |

### Caracalla (211-217) e Geta (211)

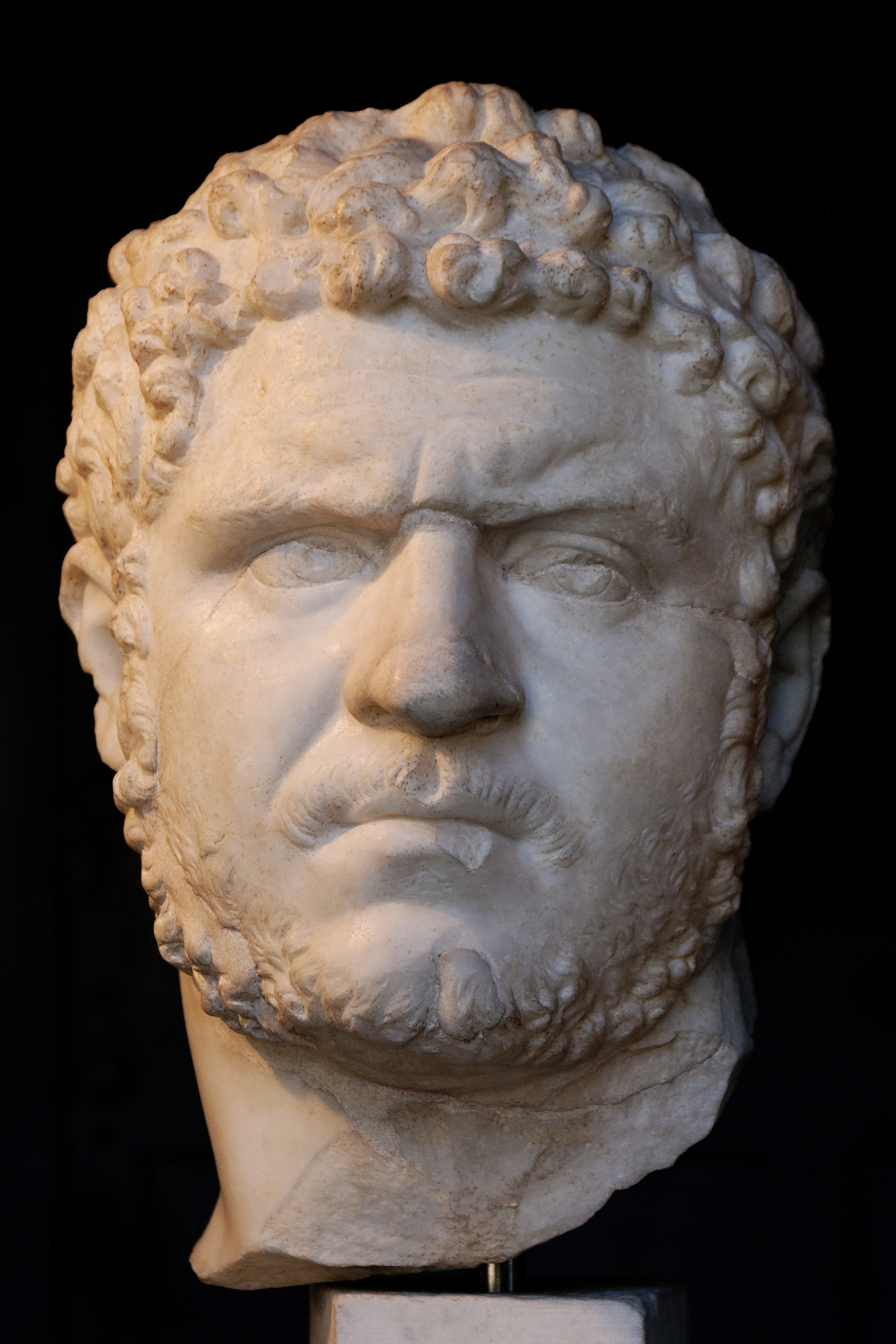
Busto dell'imperatore Caracalla

Caracalla (ovvero Lucio Severo Bassiano, poi Marco Aurelio Severo Antonino) ed il fratello Geta (ovvero Lucio Severo Geta) erano figli di Settimio Severo. Il primo regnò dalla morte del padre, avvenuta nel 211 ad Eburacum lungo il fronte settentrionale della Britannia, fino al 217 e condivise per un breve periodo con il fratello il regno, fino al 211, quando decise di commettere un fratricidio. Durante il suo regno, non aveva alcuna responsabilità per gli affari dell'impero e cedette il controllo del governo a sua madre, Giulia Domna.
A Caracalla va il grande merito di aver reso ancor più monumentale la città di Roma, con le immense terme a lui dedicate, oltre ad aver rimosso tutte le distinzioni legali e politiche tra italici e provinciali con la celebre Constitutio Antoniniana del 212 che estese la cittadinanza romana a tutti gli abitanti liberi dell'impero romano.L'editto aveva come scopo quello di incrementare le entrate delle casse dell'impero con l'imposizione di gravose tasse di successione ai neocittadini.
Avendo lo stesso accresciuto il suo potere oltre misura, in una forma di dispotismo assoluto, creò le premesse, come era successo in modo similare anche a Commodo venticinque anni prima, per il suo assassinio (217), a cui prese parte, quasi certamente, il prefetto del pretorio, Macrino, che non apparteneva all'ordine senatorio e che a lui successe per poco tempo (217-218), pur non appartenendo alla dinastia dei Severi. Geta era stato colpito da damnatio memoriae, invece, nel caso di Caracalla, il Senato, pur non eccessivamente propenso, accordò la divinizzazione.
Caracalla fu, come il padre, un imperatore-soldato. Prese parte alle campagne contro i Caledoni della Britannia a fianco del padre, negli anni 208-211. Condusse con buon esito alcune campagne militari oltre i fiumi Reno e Danubio contro le popolazioni degli Alemanni (nel 212-213), di Marcomanni, Quadi, Iazigi (nel 214), di Goti e Carpi (al principio del 215). Al contrario ebbero esito incerto le sue campagne orientali contro i Parti degli anni 215-216.
| Titolatura imperiale  | Numero di volte | Datazione evento |
| --------------------- | --------------- | --- |
| Tribunicia potestas   | 20 anni:        | la prima volta quando fu fatto Augusto dal padre nel 28 gennaio del 198 e poi rinnovatagli ogni anno il 10 dicembre.                                       |
| Consolato             | 4 volte:        | nel 202 (I), 205 (II), 208 (III) e 213 (IV). |
| Titoli vittoriosi     |                 | Parthicus maximus (198), Sarmaticus maximus (tra 200 e 208), Germanicus maximus II (tra 200 e 208; nel 213), Britannicus maximus (210) e Alamannicus (213) |
| Salutatio imperatoria | 3 volte:        | la prima quando fu fatto Augusto dal padre nel 198, la 2ª nel 207 e la 3ª nel 213.                                                                         |
| Altri titoli          |                 | Pius nel 198, Pater Patriae nel 199, Pius Felix nel 200 e Pontifex Maximus nel 211.                                                                        |

### Eliogabalo (218-222)

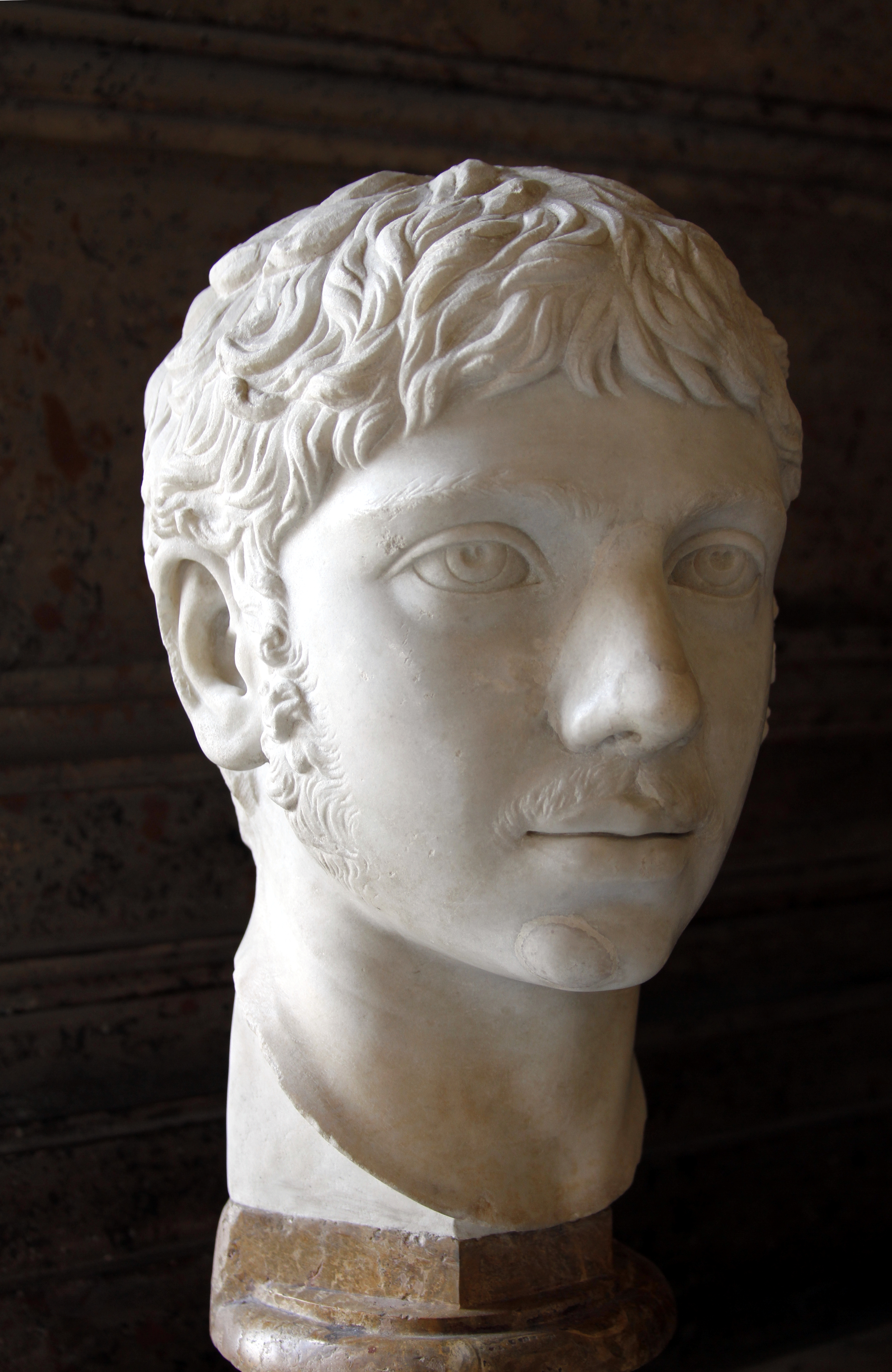
Ritratto di Eliogabalo.

La corte imperiale era però dominata da donne formidabili, le quali riuscirono ad eliminare il nuovo imperatore, Macrino, ed a imporre un "nipote acquisito" di Settimio Severo, tramite sua moglie, Giulia Domna, chiamato Bassiano. Macrino fu sconfitto in battaglia e poi ucciso dalle truppe severiane che avevano acclamato Bassiano imperatore a Emesa dove la famiglia imperiale era in esilio. In particolare erano le truppe orientali che avevano mantenuto la loro fedeltà ai Severi, non accettando l'imperatore scelto dai pretoriani.
Il nuovo sovrano fu in seguito chiamato Eliogabalo o Elagabalo, ma il suo nome completo era Sestio Vario Avito Bassiano, poi cambiato in Marco Aurelio Antonino (lo stesso di Caracalla e Marco Aurelio). Per legittimare il suo potere fu fatto passare per figlio illegittimo di Caracalla.
Eliogabalo fu soprannominato così in onore del dio El-Gabal di cui era sommo sacerdote ereditario; col sostegno della madre, Giulia Soemia, e della nonna materna, Giulia Mesa, venne acclamato imperatore all'età di soli quattordici anni e riconosciuto dal Senato una volta giunto a Roma con gli eserciti vittoriosi. Il suo regno fu caratterizzato dal tentativo di importare il culto solare di Emesa a Roma e dall'opposizione che ebbe questa politica religiosa. Egli voleva sovvertire le tradizioni religiose romane, sostituendo a Giove, signore del pantheon romano, la nuova divinità solare del Sol Invictus, che aveva gli stessi attributi del dio solare di Emesa. A causa dell'opposizione che sorse contro di lui, Eliogabalo venne assassinato dalla guardia pretoriana assieme alla madre Soemia e sostituito dal cugino Alessandro Severo, scelto come successore da Giulia Mesa. Il Senato decretò la damnatio memoriae per il defunto imperatore diciannovenne e per Soemia.
Il suo governo gli guadagnò tra i contemporanei una fama di eccentricità, decadenza, scarso rispetto verso le tradizioni religiose autoctone e fanatismo, probabilmente esagerata dai suoi successori. Il suo regno, però, permise alla dinastia severiana di consolidare il proprio controllo dell'impero, permettendo di preparare il terreno per il governo di Alessandro Severo.
| Titolatura imperiale  | Numero di volte | Datazione evento                                                                                    |
| --------------------- | --------------- | --------------------------------------------------------------------------------------------------- |
| Tribunicia potestas   | cinque anni:    | al momento dell'ascesa al trono, il 16 maggio del 218 e poi rinnovata annualmente ogni 10 dicembre. |
| Consolato             | 4 volte:        | nel 218 (I), 219 (II), 220 (III) e 222 (IV).                                                        |
| Salutatio imperatoria | una sola volta: | al momento della assunzione del potere imperiale nel 218.                                           |
| Altri titoli          |                 | Pontifex Maximus, Pater Patriae, Pius, Felix nel 218; Sacerdos Soli Invicti nel 222.                |

### Alessandro Severo (222-235)

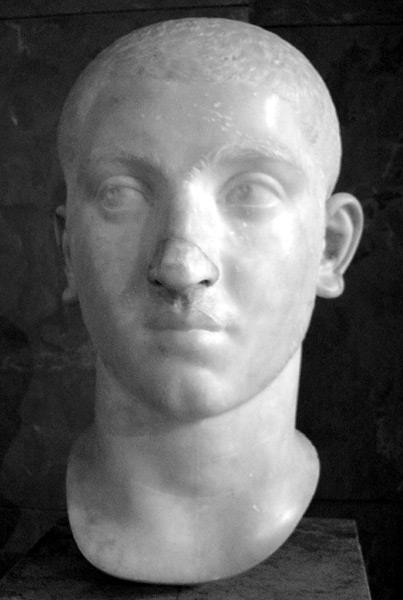
Busto dell'imperatore Alessandro Severo

E da ultimo, Alessandro Severo, ovvero Marco Giulio Alessiano Bassiano, poi Marco Aurelio Severo Alessandro. Adottato dal cugino Eliogabalo, divenne imperatore alla tenera età di soli 13 anni per volontà della nonna Mesa, ed inevitabilmente il suo potere fu gestito dalla madre, Giulia Mamea, donna di notevoli virtù, che lo circondò di saggi consiglieri, incidendo sullo sviluppo del suo carattere, e determinando la futura conduzione dell'amministrazione imperiale. La madre cercò di farlo passare come "figlio naturale" dello stesso Caracalla per rafforzarne la legittimità a regnare, oltre ad aggiungere al suo nome quello di Severo, per accrescerne il richiamo alla sua ascendenza. Tendente al sincretismo e alla tolleranza anche verso i cristiani, fu di indole mite e considerato un buon imperatore.
Il nuovo monarca non riuscì però negli anni successivi di regno a beneficiare delle alleanze militari, troppo lontane dalla vita di corte, ma fondamentali, come aveva dimostrato il fondatore della dinastia, per la sua futura sopravvivenza. E benché conducesse con discreti risultati alcune campagne in Oriente contro i Sasanidi e lungo il limes germanico-retico contro la confederazione degli Alemanni, si mise contro l'esercito.
L'imperatore, mentre si trovava tra le sue truppe nel quartier generale di Mogontiacum nella Germania superiore, per trattare le condizioni di pace con le popolazioni germaniche d'oltre confine, venne ucciso (o forse si suicidò) a soli 25 anni il 18 o 19 marzo del 235, insieme alla madre, a causa dell'ammutinamento, quasi certamente promosso dal futuro imperatore Massimino il Trace, generale di origine tracia. Spinto dal nuovo imperatore, il Senato colpì anche Alessandro con la damnatio memoriae, che solo in seguito fu cancellata e sostituita dalla divinizzazione.
| Titolatura imperiale  | Numero di volte | Datazione evento |
| --------------------- | --------------- | --- |
| Tribunicia potestas   | 15 anni:        | la prima il 14 marzo del 222, rinnovata poi annualmente il 10 dicembre. |
| Consolato             | 3 volte:        | nel 222 (I), 226 (II) e 229 (III). |
| Titoli vittoriosi     |                 | Parthicus maximus e Persicus nel 232. |
| Salutatio imperatoria | 10 volte:       | la prima al momento della assunzione del potere imperiale nel 222 (I-II), 225 (III?), 227 (IV?), 228 (V?), 229 (VI?), 230 (VII?), 232 (VIII-IX?), 234 (X).                                                                             |
| Altri titoli          |                 | Pontifex Maximus e Pater Patriae nel 222, oltre a Pius, Felix e tanti altri come Dominus noster, Invictus, Sanctissimus, Optimus et felicissimus princeps, Indulgentissimus princeps, Princeps optimus et fortissimus, Caelo demissus. |

## Le figure femminili della Corte imperiale
Le donne della nuova dinastia dei Severi, strette parenti degli augusti, non solo animarono la corte che si è venuta a formare, ma soprattutto compensarono alle debolezze di alcuni degli imperatori saliti al trono in età troppo giovane, garantendo la successione dinastica e l'unità imperiale come reggenti, dopo il periodo di Settimio e Caracalla il cui potere era basato principalmente sulla forza militare. Giorgio Ruffolo le definisce, a partire dal regno di Eliogabalo, come il "clan profumato delle principesse siriache, che tendevano a trasformare una brutale dittatura militare in una molle satrapia dell'Oriente". Queste donne furono:
- Giulia Domna,[1] imperatrice romana consorte di origini siriane, moglie dell'imperatore romano Settimio Severo di origine berbera, augusta dell'Impero romano e detentrice di un potere mai ottenuto prima dalle imperatrici romane, madre di Caracalla e Geta. Si suicidò dopo la morte dei figli e fu divinizzata.

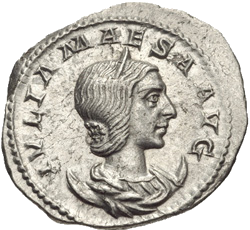
Giulia Mesa

- Giulia Mesa,[1], sorella di Giulia Domna e nonna degli imperatori romani Eliogabalo e Alessandro Severo. Riuscì ad imporre i nipoti sul trono, eliminando l'imperatore Macrino che aveva interrotto temporaneamente i progetti dinastici della famiglia dei Severi, e probabilmente approvando l'omicidio del nipote Eliogabalo divenuto poco controllabile. Non fu mai imperatrice consorte né reggente, per lei fu creata l'apposita carica Augusta avia Augusti ("Augusta nonna degli Augusti"), ma di fatto fu una delle donne che esercitarono il potere nell'Impero romano da dietro il trono, partecipando con la figlia Soemia (messa a capo di una sorta di Senato femminile) alle sedute del Senato romano vero e proprio, cosa mai accaduta. Dopo la morte naturale fu divinizzata dal nipote Alessandro Severo.
- Giulia Soemia,[1] figlia del cittadino romano Giulio Avito e della siriana Giulia Mesa, nipote acquisita dell'imperatore Settimio Severo come nipote di Giulia Domna, e sorella di Giulia Mamea, sposò Sesto Vario Marcello, da cui ebbe il futuro imperatore Eliogabalo, esercitando per un periodo la reggenza e partecipando direttamente alle sedute del Senato romano con la madre. Fu assassinata assieme al figlio dai pretoriani dopo che Mesa aveva deciso di sostituire Eliogabalo col cugino Alessandro, e colpita da damnatio memoriae.

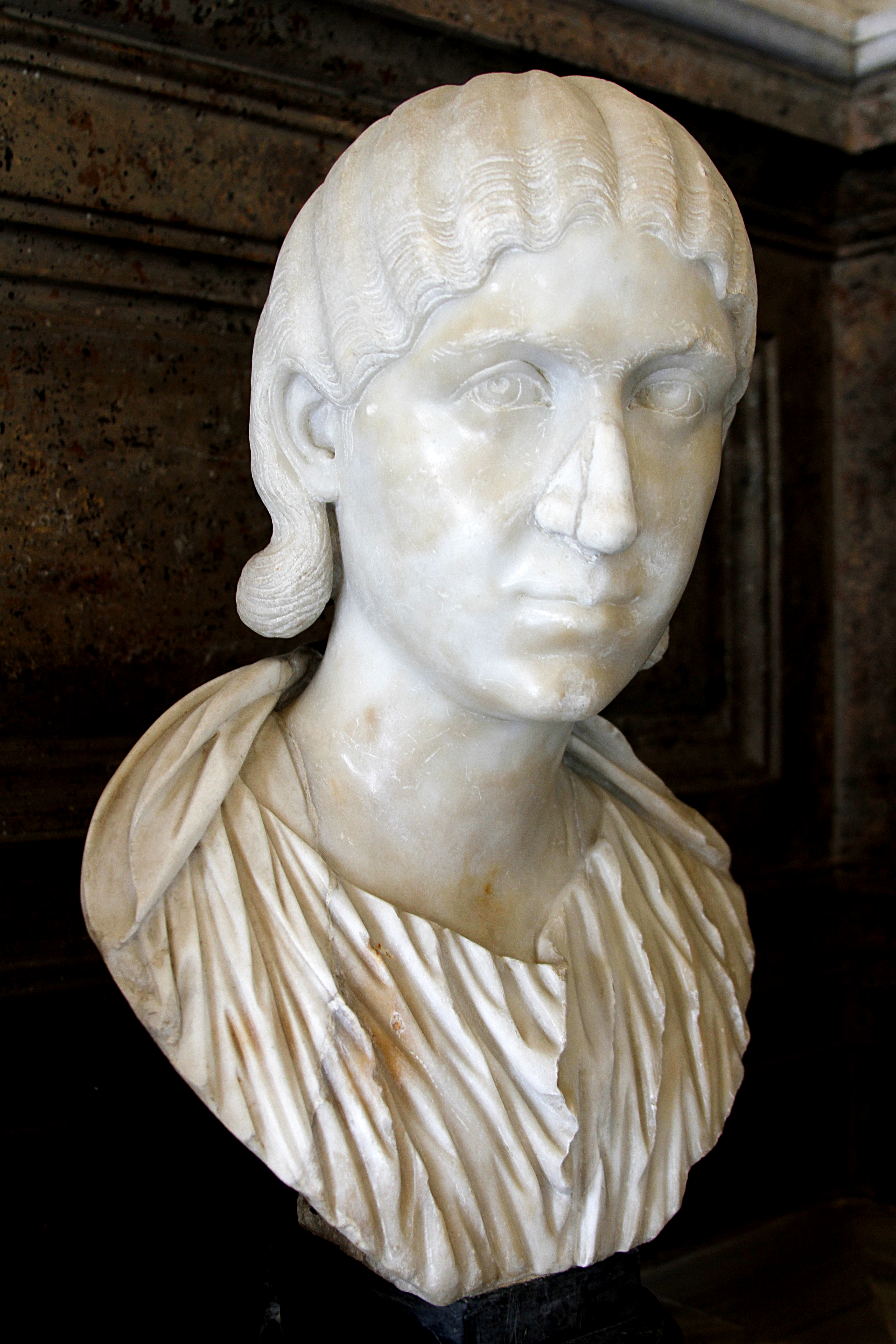
L'imperatrice madre e augusta co-reggente Giulia Mamea

- Giulia Mamea,[1] figlia di Giulia Mesa e di Giulio Avito, era l'ultima nipote dell'imperatore Settimio Severo e Giulia Domna, oltre ad essere sorella di Giulia Soemia. Sposò Marco Giulio Gessio Marciano, da cui ebbe un figlio, il futuro imperatore Alessandro Severo, per cui fu inizialmente reggente e poi importante consigliera. Dopo la morte della madre Mesa, con cui aveva seduto anch'ella in Senato, Mamea governò di fatto l'impero da sola fino alla maggiore età di Alessandro, quando divenne co-regnante o consors imperii, lo stesso titolo che Marco Aurelio aveva assegnato al co-imperatore Lucio Vero. Fu la prima donna romana ad ottenere una carica del genere, e durante il periodo di governo di Alessandro l'impero fu di fatto una diarchia. Giulia Mamea fu assassinata (o forse si tolse la vita) assieme al figlio e il Senato ne decise la damnatio memoriae. Con loro terminò la dinastia e iniziò l'anarchia militare.

## Società e costume
Già a partire dal principato di Marco Aurelio era iniziato l'esodo dei contadini dalle campagne ai grandi centri urbani, dovuto alle prime invasioni barbariche ed alla peste scoppiata nel 166 e durata per oltre un ventennio. La conseguenza fu che molti dei territori una volta coltivati, si impoverirono e furono abbandonati per la mancanza di braccianti. Le terre così svuotate caddero, fin dall'epoca di Caracalla, nelle mani di pochi, gli honestiores, concentrando nelle mani di pochi grandi latifondi terrieri.

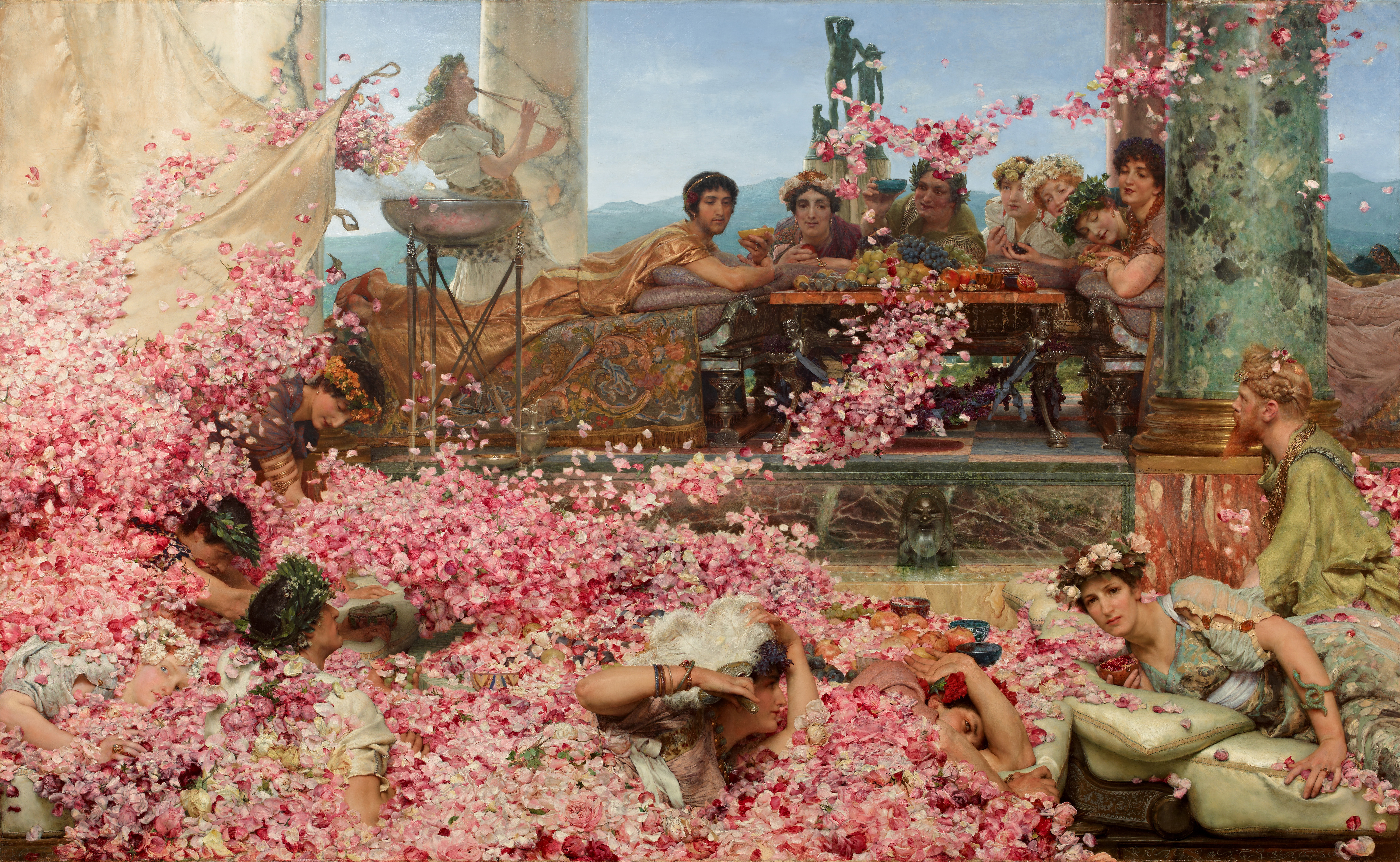
Le rose di Eliogabalo (Lawrence Alma-Tadema, 1888, olio su tela, collezione privata di Juan Antonio Pérez Simón) che raffigura una sorta di convito con al centro Eliogabalo e la madre Soemia che assistono. Le eccentricità orientaleggianti dell'imperatore, sia comportamentali che religiose e sessuali, non furono viste di buon occhio dall'aristocrazia e dal popolo romano.

A Caracalla si deve, infine, la Constitutio Antoniniana, in base alla quale venne concessa la cittadinanza a tutti gli abitanti dell'impero ad eccezione dei dediticii. Uno degli obiettivi fu certamente quello di aumentare il gettito dei tributi nelle casse dell'erario, al fine di tentare di far fronte ai crescenti costi degli stipendi dei militari, necessari per il mantenimento delle frontiere, ma anche di ridurre l'influenza che gli Italici avevano avuto fino a quel momento sui provinciali, dando a tutti il senso di una maggiore eguaglianza umana tra tutti i sudditi dell'impero (in termini di tassazione, giustizia, reclutamento militare, ecc.).

## Economia, fisco, monetazione e prezzi

### Recessione economica
I grandi latifondisti, una volta assorbiti i grandi appezzamenti di terreni, lasciati liberi a causa dell'esodo dei contadini dalle campagne alle città e dalla terribile pestilenza che si era abbattuta all'epoca di Marco Aurelio, portarono i "nuovi grandi latifondisti" a generare una maggiore concentrazione industriale nelle mani di pochi, poiché chi aveva grandi latifondi e disponibilità economico-finanziarie installava sui propri terreni anche fucine artigianali, laboratori tessili, fornaci, ecc. portando a un progressivo impoverimento dei piccoli e medi contadini (costretti ora a lavorare per i grandi proprietari terrieri). Accadde anche che artigiani e piccoli commercianti, toccati dalle difficoltà economiche e dalla svalutazione monetaria del periodo, confluirono nella classe degli humiliores che andava man mano perdendo i propri diritti, tanto che pene diverse erano previste per honestiores e per gli humiliores, mentre la possibilità di scalata sociale andava sempre più riducendosi. L'abbassamento dell'intera produzione agricola non solo rese più difficoltoso l'approvvigionamento delle materie prime, ma ridusse la quantità dei prodotti finiti e dei commercianti di beni (offerta), aumentandone conseguentemente il costo, causando così un aumento generale dei prezzi (inflazione) ed un abbassamento del valore della moneta (svalutazione).
Il risultato finale fu una contrazione notevole delle attività commerciali ed industriali (recessione), con conseguente aumento della povertà tra le classi meno agiate, oltre a una riduzione complessiva delle entrate fiscali statali. I rimedi adottati dai diversi imperatori furono differenti. Alcuni preferirono aumentare la base imponibile (quella della tassa di successione, che colpiva solo i cittadini), dando a tutti i provinciali la cittadinanza romana, come fece Caracalla con la Constitutio antoniniana nel 212 o cancellando esenzioni o elevando la tassa sulle successioni (portandolo dal 5% al 10%; aumento abolito da Macrino nel 217-218); altri preferirono tagliare le spese generali statali, come provò a fare Alessandro Severo, con la riduzione dei costi dell'esercito, motivo per cui fu assassinato; altri ancora come Marco Aurelio, misero all'asta nel foro di Traiano le ricchezze personali e della famiglia imperiale per finanziare le guerre marcomanniche.

### Svalutazione della moneta
Un'importante riforma si ebbe nel 215 per opera dell'imperatore Caracalla, ora che il denario aveva continuato il suo lento declino durante i principati di Commodo e Settimio Severo, e l'aureo era stato svalutato nuovamente dallo stesso Caracalla, portando il suo valore ad 1/50 di libbra (6,54 g). Sia per l'aureo che per il denario (ridotto ad avere meno del 50% di argento) vennero introdotte monete con valore raddoppiato: il doppio aureo (o binione) ed il doppio denario (o antoniniano), anche se per quest'ultimo il contenuto non fu mai più di 1,6 volte il contenuto d'argento del denario. E così, mentre l'aureo riuscì ad avere una valutazione sufficientemente stabile, anche l'antoniniano conobbe una identica e progressiva svalutazione come il denario, fino a ridursi a un contenuto d'argento di solo il 2% nel III secolo.

## Cultura letteraria, teatrale, artistica ed architettonica
In questo periodo l'arte romana iniziò incontrovertibilmente il processo che portò alla rottura dell'arte tardoantica, spartiacque tra arte antica e medievale. Alcune produzioni artistiche ufficiali videro la comparsa evidente di elementi tratti dall'arte plebea e provinciale, mentre in altri settori venne mantenuta in vita più a lungo la forma tradizionale di derivazione ellenistica, come nel ritratto, che proprio in questo periodo fiorì con capolavori di grande spessore psicologico.
Con riferimento all'architettura del periodo, a Roma, dopo l'incendio del 191 (sotto Commodo), iniziò una nuova fase di lavori che portò alla ricostruzione del Tempio della Pace, degli Horrea Piperiana, del Portico di Ottavia. Si aggiunse, inoltre, un'ala al palazzo imperiale sul Palatino, con una nuova facciata monumentale verso la Via Appia, il Settizonio; furono innalzati l'arco di Settimio Severo e le terme di Caracalla, l'edificio più imponente e tra i meglio conservati della Roma imperiale. All'epoca di Caracalla venne, infine, costruito quello che forse era il tempio più grandioso della città, quello di Serapide sul Quirinale.

## Religione (paganesimo e cristianesimo)
È un periodo in cui le credenze religiose che provengono dall'Oriente romano, cominciano a sopraffare le antiche credenze pagane romane e ne sbriciolano l'unità religiosa. La religione si divide in tante sette concorrenti quanti sono gli Dei venuti da regioni come l'Egitto, la Siria, l'Africa, ecc. A queste vanno aggiunte le due grandi religioni monoteiste di Giudaismo e Cristianesimo, che però trovarono grande avversione, soprattutto la seconda (poiché la prima era considerata regionale e limitata alla sola Giudea), da parte della maggior parte degli abitanti dell'impero romano. Da qui un crescendo di persecuzioni nei confronti dei cristiani durante il regno di Settimio Severo, non dovute a nuove leggi contro gli stessi, ma sulla base dell'applicazione di leggi vigenti. Non sono, infatti, dimostrate persecuzioni sistematiche, al contrario ci sarebbero prove che l'imperatore in molte occasioni difese i cristiani dall'accanimento popolare.

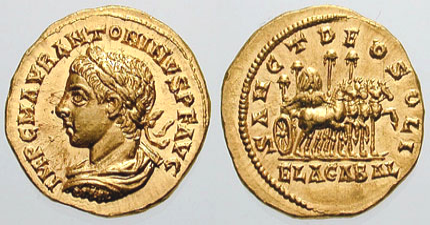
Aureo di Eliogabalo, con, al rovescio, la legenda SANCT DEO SOLI ELAGABAL ("Al sacro dio sole El-Gabal") e la raffigurazione di una quadriga che trasporta il betilo (sacra pietra) del tempio del sole di Emesa, custodita nell'Elagabalium a Roma.

D'altro canto, singoli funzionari si sentirono autorizzati dalla legge a procedere con rigore verso i Cristiani. Naturalmente l'imperatore, a stretto rigore di legge, non ostacolava qualche persecuzione limitata, che avesse luogo in Egitto, in Tebaide o nei proconsolati di Africa e Oriente. I martiri cristiani furono numerosi ad Alessandria.
Non meno dure furono le persecuzioni in Africa, che sembra avessero inizio nel 197 o 198 come ci racconta lo stesso Tertulliano, alle cui vittime ci si riferisce nel martirologio cristiano come ai martiri di Madaura. Probabilmente nel 202 o 203 caddero Felicita e Perpetua. La persecuzione infuriò ancora, per breve tempo, sotto il proconsole Publio Giulio Scapola Tertullo Prisco nel 211, specialmente in Numidia e Mauretania. Nei tempi successivi sono leggendarie le persecuzioni in Gallia, specialmente a Lugdunum. In generale, si può dire che la posizione dei cristiani sotto Settimio Severo fu similare a quella assunta dagli Antonini, mentre fu Alessandro Severo a porre fine temporanea alle persecuzioni cercando di integrare il cristianesimo nel pantheon romano.

## Istituzioni, legislazione ed amministrazione provinciale
La nuova dinastia sostituì il Senatus consultum con un consilium principis, come dire che alle decisioni del Senato furono sostituite quelle di un nuovo organo che andava formandosi: la corte imperiale, organo non solo legislativo (con l'obiettivo di riformare ed uniformare il vecchio sistema giuridico) ma anche di governo come dimostra il fatto che numerosi suoi membri furono posti a capo della prefettura del Pretorio. Di questa corte (formata da 50 senatori e 20 giureconsulti al tempo di Alessandro Severo) fecero parte importanti esperti di diritto come Emilio Papiniano, Eneo Domizio Ulpiano, Giulio Paolo (tra gli autori più utilizzati nella compilazione del "Corpus iuris civilis" voluto dall'imperatore Giustiniano altre tre secoli più tardi).
Riguardo alle province imperiali, sotto Settimio Severo la Mesopotamia settentrionale tornò di nuovo sotto il controllo romano con le campagne militari degli anni 195-198 e posta sotto il governo di un prefetto di rango equestre, il Praefectus Mesopotamiae, creato sul modello del prefetto d'Egitto. Nella provincia furono dislocate due delle nuove legioni appena formate: la I Parthica e la III Parthica.

## Pericoli esterni e difesa delle frontiere
Una delle caratteristiche principali di questa dinastia fu l'aspetto militare che assunse per tutto il corso della sua durata. Questo aspetto risulta evidente se consideriamo la funzione determinante che l'esercito ebbe nel corso della guerra civile di quegli anni. Non è un caso sentir parlare di una monarchia "militare" sotto i Severi, da cui sfociò in seguito il cosiddetto periodo dell'anarchia militare, con la morte di Alessandro Severo, ultimo della dinastia (nel 235). I Severi si appoggiarono all'esercito, soprattutto non italico, al contrario dei loro predecessori. Questa la vera novità. Le coorti pretorie furono, infatti, in un primo tempo sciolte, per poi essere nuovamente ricomposte con elementi tratti dalle legioni provinciali, in particolare illiriche. E non è un caso che la legione II Parthica, formata da Severo, fu posta nei castra Albana a pochi chilometri da Roma, quale riserva strategica, ma anche a difesa del potere imperiale centrale. Sappiamo, inoltre, che i nuovi prefetti del Pretorio (di classe equestre), svolgevano nell'ambito della nuova corte imperiale, il duplice ruolo di:
- consiglieri al loro dominus, in particolare di ordine militare, giuridico e connessi con gli approvvigionamenti dell'Urbe;
- di supplenza, sostituendosi all'imperatore avendo gli stessi competenze giuridiche;[42]

Del resto Severo e poi i suoi successori decisero, ai fini di migliorare il loro legame con l'esercito a protezione del potere imperiale, di concedere un aumento della paga ai legionari (da 375 denari annui di Commodo, a 500), e poi anche il figlio, Caracalla, di portarlo a un ammontare complessivo di 675 denari annui. I soldati erano, inoltre, autorizzati a contrarre matrimoni anche durante il loro servizio militare, tanto che da questo periodo in poi, le cosiddette canabae (quartieri di civili), si moltiplicarono attorno agli accampamenti legionari permanenti. Per questi motivi le carriere militari diventarono ereditarie, tramandate da padre in figlio, mentre le promozioni furono facilitate, tanto che un soldato semplice poteva accedere ai ranghi più elevati (esattamente come i figli di senatori o cavalieri), come accadde a Massimino il Trace nel 235, che dopo una lunga carriera militare poté egli stesso diventare Imperatore.
Al regno di Severo Alessandro risalirebbero alcune importanti modifiche tattiche dell'esercito come il ritorno allo schieramento falangitico di più legioni contemporaneamente, fino a costituire una massa d'urto di 6 legioni raggruppate, fianco a fianco, senza alcun intervallo tra di loro; il ricorso sempre più frequente ad unità ausiliarie di arcieri e di cavalieri, questi ultimi soprattutto corazzati (i cosiddetti catafrattari, clibanarii), reclutati in Oriente ed in Mauretania; un crescente utilizzo presso tutte le fortezze del limes di numerosi nuovi modelli di catapulte (ballistae, onagri e scorpiones), al fine di tenere impegnato il nemico fino all'accorrere delle "riserve strategiche" (concetto iniziato con Settimio Severo ed in seguito riproposto e sviluppato da Gallieno, Diocleziano e Costantino I.
Il periodo fu caratterizzato da guerre condotte lungo sia fronte renano e danubiano soprattutto durante il regno di Caracalla (Catti, Alemanni e Goti dal 212 al 215) e Alessandro Severo (234-235); sia quello orientale durante i regni di Settimio Severo (dal 195 al 198) e ancora Caracalla (216-217); ed infine sia lungo quello della Britannia ai tempi di Settimio Severo e Caracalla (dal 208 al 211).
All'esercito romano, in vista delle campagne partiche di Settimio Severo, furono aggiunte tre nuove legioni (legio I, II e III Parthica) portando il numero totale a 33 legioni. E sempre sotto questo imperatore l'esercito romano superò le 400.000 unità complessive, con ben 33 legioni (pari a 180.000 legionari) e oltre 400 unità ausiliarie (pari a 225.000 ausiliari, di cui 70/75.000 armati a cavallo).

### Fonti primarie
- Cassio Dione Cocceiano, Storia romana, LXXIV-LXXX.
- Erodiano, Storia dell'Impero dopo Marco Aurelio, III-VI.
- Historia Augusta, da Caracalla a Diocleziano.
- Eutropio, Breviarium ab Urbe condita, IX.

### Letteratura storiografica
- Giovanna Martinelli, Tendenze, fonti es eapressioni del potere Imperiale Romano, Genova, 2012, pp. 171.

- A.R.Birley, Septimius Severus. The african emperor, Londra e New York, 1988. ISBN 0-415-16591-1
- J.R.Gonzalez, Historia de las legiones Romanas, Madrid 2003.
- Michael Grant, The Severans: The Changed Roman Empire, Londra e New York 1996. ISBN 0-415-12772-6
- Michael Grant, Gli imperatori romani, storia e segreti, Roma 1984. ISBN 88-541-0202-4
- Cesare Letta, La dinastia dei Severi in: AA.VV., Storia di Roma, Einaudi, Torino, 1990, vol. II, tomo 2; ripubblicata anche come Storia Einaudi dei Greci e dei Romani, Ediz. de Il Sole 24 ORE, Milano, 2008 (v. il vol. 16°)
- Yann Le Bohec, L'esercito Romano, Roma, 1992.
- A.Liberati – E.Silverio, Organizzazione militare: esercito, Roma, Museo della civiltà romana, 1988.
- Santo Mazzarino, L'Impero romano, tre vol., Laterza, Roma-Bari, 1973 e 1976 (v. vol. II); II ediz. (due vol.): 1984 e successive rist. (v. vol. II)
- R.Rémondon, La crisi dell'impero romano, da Marco Aurelio ad Anastasio, Milano 1975.
- P.Southern, The Roman Empire: from Severus to Constantine, Londra & New York 2001. ISBN 0-415-23944-3